# Нова Весь (Ольштинський повіт)
Нова Весь (пол. Nowa Wieś, нім. Neu Bartelsdorf) — село в Польщі, у гміні Пурда Ольштинського повіту Вармінсько-Мазурського воєводства.
Населення — 462 особи (2011).

## Демографія
Демографічна структура станом на 31 березня 2011 року:
|          | Загалом | Допрацездатний вік | Працездатний вік | Постпрацездатний вік |
| -------- | ------- | ------------------ | ---------------- | -------------------- |
| Чоловіки | 243     | 57                 | 176              | 10                   |
| Жінки    | 219     | 40                 | 135              | 44                   |
| Разом    | 462     | 97                 | 311              | 54                   |